# Hadel Aboud
Hadel Aboud (arabisch هديل عبود, DMG Hadīl ʿAbūd; * 21. Oktober 1999) ist eine libysche Leichtathletin, die sich auf den Sprint spezialisiert hat.

## Sportliche Laufbahn
Erste Erfahrungen bei internationalen Meisterschaften sammelte Hadel Aboud im Jahr 2019, als sie bei den Afrikaspielen in Rabat mit 5,42 m den 16. Platz im Weitsprung belegte. 2021 nahm sie dank einer Wildcard im 100-Meter-Lauf an den Olympischen Sommerspielen in Tokio teil und schied dort mit neuer Bestleistung von 12,70 s in der Vorausscheidung aus.

## Persönliche Bestleistungen
- 100 Meter: 12,70 s (+0,3 m/s), 30. Juli 2021 in Tokio
- Weitsprung: 5,42 m (−0,5 m/s), 29. August 2019 in Rabat